# Diocesi di Turuzi
La diocesi di Turuzi (in latino Dioecesis Turuzitana) è una sede soppressa e sede titolare della Chiesa cattolica.

## Storia
Turuzi, nell'odierna Tunisia, è un'antica sede episcopale della provincia romana dell'Africa Proconsolare, suffraganea dell'arcidiocesi di Cartagine.
Unico vescovo conosciuto di questa diocesi africana è il cattolico Serotino, che intervenne alla conferenza di Cartagine del 411, che vide riuniti assieme i vescovi cattolici e donatisti dell'Africa romana; in quell'occasione la sede non aveva vescovi donatisti. Lo stesso Serotino partecipò ad un altro concilio cartaginese celebrato nel 416.
Dal 1928 Turuzi è annoverata tra le sedi vescovili titolari della Chiesa cattolica; la sede è vacante dal 1º luglio 2025.

## Cronotassi

### Vescovi
- Serotino † (prima del 411 - dopo il 416)

### Vescovi titolari
- Mathurin-Marie Le Mailloux, C.S.Sp. † (14 giugno 1932 - 17 dicembre 1945 deceduto)
- Denis Eugene Hurley, O.M.I. † (12 dicembre 1946 - 11 gennaio 1951 nominato arcivescovo di Durban)
- Rémy Jérôme Augustin, S.M.M. † (8 aprile 1953 - 18 settembre 1978 nominato vescovo di Port-de-Paix)
- Armand Toasy (22 giugno 1984 - 3 luglio 1987 nominato vescovo di Miarinarivo)
- Juan Luis Cipriani Thorne (23 maggio 1988 - 13 maggio 1995 nominato arcivescovo di Ayacucho)
- Juan Alberto Puiggari (20 febbraio 1998 - 7 giugno 2003 nominato vescovo di Mar del Plata)
- José Refugio Mercado Díaz † (16 settembre 2003 - 15 ottobre 2014 deceduto)
- Mark Steven Rivituso (7 marzo 2017 - 1º luglio 2025 nominato arcivescovo di Mobile)